# Prostorna analiza
Prostorna analiza ili prostorna statistika obuhvaća sve formalne tehnike koje proučavaju entitete uporabom njihovih topoloških, geometrijskih ili geografskih osobina. Fraza se doslovno odnosi na raznolike tehnike od kojih su neke još uvijek u ranom razvoju, a koriste različite analitičke pristupe te se primjenjuju u raznolikima poljima od astronomije gdje proučava smještaj galaktika u kozmosu pa do tehnike izrade čipova gdje se njezina uporaba algoritma 'smjesti i usmjeri' koristi za izradu kompleksnih žičanih struktura. Fraza se često koristi u užem smislu za opisivanje tehnika primijenjenih na strukture u ljudskoj veličini, a najpoznatiji je primjer analiza geografskih podataka. Fraza se ponekad koristi za označavanje specifične tehnike u jednom istraživačkom polju, primjerice, za opisivanje geostatistike.
Povijest prostorne analize počinje vrlo rano kad i izrada karata, geodezija i geografija na samom početku povijesti, iako tehnike prostorne analize nisu bile formalizirane sve do samog kraja dvadesetog stoljeća. Moderna prostorna analiza fokusira se na računalne tehnike zbog ogromne količine podataka, snage modernih statističkih i geografskih informacijskih softvera, te kompleksnosti računalnog modeliranja. Prostorne analitičke tehnike razvijene su u geografiji, biologiji, epidemiologiji, sociologiji, demografiji, statistici, geografskoj informacijskoj znanosti, daljinskim istraživanjima, računarstvu, matematici i znanstvenom modeliranju.
Kompleksna pitanja pojavljuju se u prostornoj analizi od kojih mnoga nisu jasno definirana niti kompletno riješena, ali tvore osnovu trenutačnog istraživanja. Najfundamentalniji od njih je problem definicije prostorne lokacije entiteta koji se proučava. Primjerice, proučavanje ljudskog zdravlja moglo bi opisati prostornu poziciju ljudi s točkom lociranom na mjestu gdje žive ili s točkom lociranom na mjestu gdje rade ili pak uporabom linije za opisivanje njihovih tjednih putovanja; svaki izbor ima dramatične učinke na tehnike koje se odabiru za analizu te na konkluzije koje se postižu. Ostali problemi u prostornoj analizi uključuju ograničenja matematičkog znanja, pretpostavke koje zahtijevaju postojeće statističke tehnike, te probleme u računalnim izračunima.
Klasifikacija tehnika prostorne analize je teška zbog velikog broja različitih istraživačkih polja koja koriste prostornu analizu, pa se stoga mogu odabrati različiti fundamentalni pristupi kao i mnogi oblici koje podaci mogu poprimiti.

## Više informacija
- Potpuna prostorna slučajnost
- Geodemografska segmentacija
- Analiza vidljivosti
- Analiza prikladnosti
- Geoprostorno prediktivno modeliranje
- Geostatistika
- Analiza ekstrapolacije domene
- Geoinformatika

## Vanjske poveznice
- ICA commission on geospatial analysis and modeling[neaktivna poveznica]
- Edukativni izvor o prostornoj statistici i geostatistici
- Iscrpni vodič o principima, tehnikama i softverskim alatima
- Social and Spatial Inequalities  Arhivirana inačica izvorne stranice od 29. ožujka 2018. (Wayback Machine)
- National Center for Geographic Information and Analysis (NCGIA)  Arhivirana inačica izvorne stranice od 10. kolovoza 2015. (Wayback Machine)